# Jerzy Siegień
Jerzy Siegień (ur. 4 kwietnia 1966 w Narwi) – polski prawnik i urzędnik państwowy, od 2022 prezes Izby Ogólnoadministracyjnej i wiceprezes Naczelnego Sądu Administracyjnego.

## Życiorys
Syn Mikołaja i Marii. Absolwent Wydziału Prawa i Administracji Uniwersytetu Warszawskiego (1991), w 1996 ukończył także aplikację legislacyjną. Pracował na stanowiskach kierowniczych w administracji państwowej, w tym w Ministerstwie Gospodarki Przestrzennej i Budownictwa, Urzędzie Mieszkalnictwa i Rozwoju Miast, Ministerstwie Infrastruktury oraz Rządowym Centrum Legislacji. Autor publikacji z zakresu prawa budowlanego, gospodarki nieruchomościami oraz postępowania administracyjnego.
W 2005 powołany na asesora, a w 2006 na sędziego Wojewódzkiego Sądu Administracyjnego w Warszawie. W 2007 delegowany do Biura Orzecznictwa Naczelnego Sądu Administracyjnego, został następnie jego wicedyrektorem (2012) i dyrektorem (2021). Uczestniczył w pracach nad nowelizacją ustawy Prawo o postępowaniu przed sądami administracyjnymi. W 2016 powołany na urząd sędziego Naczelnego Sądu Administracyjnego w ramach Izby Ogólnoadministracyjnej. 18 lutego 2022 rozpoczął kierowanie tą izbą, następnie 25 kwietnia tegoż roku został powołany przez Prezydenta RP na wiceprezesa NSA i prezesa Izby Ogólnoadministracyjnej na pięcioletnią kadencję.